# Vonn Bell
Vonn Christian Bell (Chattanooga, 12 dicembre 1994) è un giocatore di football americano statunitense che milita nel ruolo di safety per i Cincinnati Bengals della National Football League (NFL).

## Carriera

### New Orleans Saints
Al college, Bell giocò a football con gli Ohio State Buckeyes dal 2013 al 2015, vincendo il campionato NCAA nel 2014. Fu scelto nel corso del secondo giro (61º assoluto) nel Draft NFL 2016 dai New Orleans Saints. Nella sua stagione da rookie disputò tutte le 16 partite, 2 delle quali come titolare, mettendo a segno 87 tackle, un sack e 2 fumble forzati.
Il 7 gennaio 2018, nella prima gara di playoff in carriera, Bell guidò i Saints con 9 tackle e un sack su Cam Newton nella vittoria sui Carolina Panthers. Nel 2019 guidò la NFL con 5 fumble recuperati

### Cincinnati Bengals
Il 26 marzo 2020 Bell firmò un contratto triennale con i Cincinnati Bengals. Il 13 febbraio 2022 partì come titolare nel Super Bowl LVI ma i Bengals furono sconfitti dai Los Angeles Rams per 23-20.
Nel divisional round dei playoff 2022 Bell mise a segno l'unico sack della sua squadra nella vittoria esterna sui Buffalo Bills.

### Carolina Panthers
Il 13 marzo 2023 Bell firmó con i Carolina Panthers.

### Cincinnati Bengals
Il 14 marzo 2024 Bell firmò con i Cincinnati Bengals.

## Palmarès
- American Football Conference Championship: 1

Cincinnati Bengals: 2021